# Aktau
Aktau (tiếng Kazakh: Ақтау, tiếng Nga: Актау), tên cũ là Shevchenko (tiếng Nga: Шевченко, 1964–1991) là thành phố thủ phủ tỉnh Mangistau. Thành phố có dân số 166.962 theo điều tra năm 2009. Thành phố có cảng duy nhất của quốc gia này trên biển Caspi. Thành phố tọa lạc trên bán đảo Mangyshlak. Aktau nghĩa đen có nghĩa là "ngọn núi trắng" trong tiếng Kazakhstan, dó thành phố có các vách đá nhìn ra biển.
Aktau được biết đến với hệ thống địa chỉ độc đáo. Các đường phố của thành phố không có tên, và tất cả các địa chỉ trong Aktau bao gồm ba con số: số tiểu khu, số tòa nhà và số căn hộ. Điều này là do Aktau ban đầu được quy hoạch để làm nơi ở cho những người làm trong ngành dầu khí.

## Khí hậu
Aktau có khí hậu sa mạc lạnh (phân loại khí hậu Köppen BWk) với mùa hè ấm nóng và hanh khô trong khi mùa đông lạnh giá. Lượng mưa trung bình hàng năm là 127 mm.
| Dữ liệu khí hậu của Aktau               | Dữ liệu khí hậu của Aktau | Dữ liệu khí hậu của Aktau | Dữ liệu khí hậu của Aktau | Dữ liệu khí hậu của Aktau | Dữ liệu khí hậu của Aktau | Dữ liệu khí hậu của Aktau | Dữ liệu khí hậu của Aktau | Dữ liệu khí hậu của Aktau | Dữ liệu khí hậu của Aktau | Dữ liệu khí hậu của Aktau | Dữ liệu khí hậu của Aktau | Dữ liệu khí hậu của Aktau | Dữ liệu khí hậu của Aktau |
| Tháng                                   | 1                         | 2                         | 3                         | 4                         | 5                         | 6                         | 7                         | 8                         | 9                         | 10                        | 11                        | 12                        | Năm                       |
| --------------------------------------- | ------------------------- | ------------------------- | ------------------------- | ------------------------- | ------------------------- | ------------------------- | ------------------------- | ------------------------- | ------------------------- | ------------------------- | ------------------------- | ------------------------- | ------------------------- |
| Cao kỉ lục °C (°F)                      | 16.0 (60.8)               | 21.6 (70.9)               | 25.1 (77.2)               | 31.0 (87.8)               | 37.5 (99.5)               | 41.2 (106.2)              | 41.6 (106.9)              | 44.1 (111.4)              | 39.2 (102.6)              | 32.8 (91.0)               | 22.3 (72.1)               | 15.4 (59.7)               | 44.1 (111.4)              |
| Trung bình ngày tối đa °C (°F)          | 2.4 (36.3)                | 3.7 (38.7)                | 8.8 (47.8)                | 15.9 (60.6)               | 21.2 (70.2)               | 26.5 (79.7)               | 30.0 (86.0)               | 29.6 (85.3)               | 24.4 (75.9)               | 17.7 (63.9)               | 9.6 (49.3)                | 4.4 (39.9)                | 16.2 (61.2)               |
| Trung bình ngày °C (°F)                 | −1.0 (30.2)               | −0.2 (31.6)               | 5.3 (41.5)                | 12.4 (54.3)               | 17.9 (64.2)               | 23.1 (73.6)               | 25.6 (78.1)               | 25.0 (77.0)               | 19.6 (67.3)               | 12.6 (54.7)               | 5.5 (41.9)                | 0.5 (32.9)                | 12.2 (54.0)               |
| Tối thiểu trung bình ngày °C (°F)       | −3.2 (26.2)               | −2.9 (26.8)               | 1.5 (34.7)                | 8.5 (47.3)                | 14.0 (57.2)               | 19.2 (66.6)               | 21.4 (70.5)               | 21.1 (70.0)               | 15.4 (59.7)               | 9.3 (48.7)                | 2.9 (37.2)                | −1.6 (29.1)               | 8.8 (47.8)                |
| Thấp kỉ lục °C (°F)                     | −24.0 (−11.2)             | −24.0 (−11.2)             | −17.2 (1.0)               | −4.4 (24.1)               | 3.2 (37.8)                | 6.7 (44.1)                | 10.0 (50.0)               | 10.0 (50.0)               | 0.0 (32.0)                | −7.0 (19.4)               | −16.0 (3.2)               | −18.0 (−0.4)              | −24.0 (−11.2)             |
| Lượng Giáng thủy trung bình mm (inches) | 11 (0.4)                  | 11 (0.4)                  | 14 (0.6)                  | 14 (0.6)                  | 15 (0.6)                  | 10 (0.4)                  | 5 (0.2)                   | 4 (0.2)                   | 6 (0.2)                   | 10 (0.4)                  | 14 (0.6)                  | 15 (0.6)                  | 127 (5.0)                 |
| Nguồn: Pogodaiklimat.ru                 |                           |                           |                           |                           |                           |                           |                           |                           |                           |                           |                           |                           |                           |

## Thành phố kết nghĩa
- Sumqayit, Azerbaijan[3]
- Bandar-e Anzali, Iran
- Karamay, Trung Quốc
- Changwon, Hàn Quốc
- Samsun, Thổ Nhĩ Kỳ
- Makhachkala, Nga